# Виктор Жиляй
Виктор Игнатиевич Жиляй (на руски: Виктор Игнатьевич Жиляй) е руски офицер, генерал-лейтенант. Участник в Руско-турската война (1877-1878).

## Биография
Виктор Жиляй е роден на 11 ноември 1844 г. в Русия в семейството на потомствен дворянин католик. Ориентира се към военното поприще. Завършва 1-ви кадетски корпус и Михайловското артилерийско училище (1863-1864). Произведен е в първо офицерско звание подпоручик.
Бие се храбро в Хивинския поход и е награден с орден „Свети Станислав“ II степен с мечове (1873). Повишен е във военно звание капитан (1874). Назначен е за командир на Туркестанската коннопланинска батарея (1876).
Участва в Руско-турската война (1877-1878). Бие се храбро при форсирането на река Дунав при Зимнич-Свищов и е награден с орден „Свети Владимир“ IV степен с мечове и бант. Отличава се в състава на 8-а Донска конна батарея при превземането на Ловеч на 22 август 1877 г. За отличие при щурма на редута на височина № 5 е повишен във военно звание подполковник. (1877). Проявява се при третата атака на Плевен и е награден с орден „Света Ана“ II степен с мечове (1878).
След войната е командир на Туркестанската коннопланинска батарея, 13-а конноартилерийска батарея, 6-а конноартилерийска батарея и 7-и конноартилерийски дивизион (1878-1897). За отличие е повишен във военно звание генерал-майор с назначение за командир на 2-ра резервна артилерийска бригада (1897-1901). Служи като командир на артилерията на 2-ри Кавказки армейски корпус (1901-1906). Повишен е във военно звание генерал-лейтенант от 1904 г.
Умира след 1906 г.